# John Godina
John Godina (Fort Sill, Estats Units 1972) és un atleta estatunidenc, ja retirat, especialista en llançament de pes.

## Biografia
Va néixer 31 de maig de 1972 a la ciutat de Fort Sill, població situada a l'estat d'Oklahoma.

## Carrera esportiva
Especialista en el llançament de pes també ha competit en llançament de disc, si bé amb menys èxit. Va participar, als 24 anys, en els Jocs Olímpics d'Estiu de 1996 realitzats a Atlanta (Estats Units), on va aconseguir guanyar la medalla de plata en la prova de llançament de pes masculí amb un tir de 20.79 metres i fou eliminat en la primera ronda de la prova masculina de llançament de disc amb un tir de 61.82 metres. En els Jocs Olímpics d'Estiu de 2000 realitzats a Sydney (Austràlia) aconseguí guanyar la medalla de bronze en el llançament de pes amb un tir de 21.20 metres i novament fou eliminat en ronda de qualificació del llançament de disc. Participà en els Jocs Olímpics d'Estiu de 2004 realitzats a Atenes (Grècia) únicament en la prova de llançament de pes, finalitzant en novena posició amb un tir de 20.19 metres.
Al llarg de la seva carrera activa guanyà tres medalles en el Campionat del Món d'atletisme, totes elles d'or, i quatre medalles en el Campionat del Món d'atletisme en pista coberta, entre elles una d'or.